# بتمن: شجاع و جسور – بازی ویدئویی
بتمن: شجاع و جسور – بازی ویدئویی (به انگلیسی: Batman The Brave and The Bold: The Videogame) یک بازی ویدئویی در ژانر اکشن، سکوبازی و ماجراجویی است که توسط وی‌فوروارد ساخته و توسط سرگرمی تعاملی برادران وارنر در ۷ سپتامبر ۲۰۱۰ برای کنسول های وی و نینتندو دی‌اس منتشر شد. این بازی بر پایه انیمیشن سریالی به همین نام ساخته شده است.

## گیم پلی
بتمن در هر مرحله ای باید با یکی از ابرقهرمانان دی سی کامیکس متحد شود تا بتواند ابرشرور های هر مرحله را شکست دهد. از ابرقهرمانان این بازی می‌توان به بلو بیتل، پلاستیک من، آکوامن، گرین لنترن اشاره کرد. همچنین از ابرشروران این بازی هم می‌توان به جوکر، مرد ساعتی، زن گربه‌ای، دارک‌ساید و آقای شبح اشاره کرد.

## بازخوردها
| گردآورنده  | امتیاز | امتیاز |
| گردآورنده  | دی‌اس   | وی     |
| ---------- | ------ | ------ |
| گیم‌رنکینگز | 73.77% | 73.21% |
| متاکریتیک  | 74/100 |        |

| ناشر                | امتیاز | امتیاز |
| ناشر                | دی‌اس   | وی     |
| ------------------- | ------ | ------ |
| وان‌آپ.کام           |        | B+     |
| دستراکتید           |        | 8/10   |
| گیم اینفورمر        |        | 8.5/10 |
| گیم‌پرو              |        | [ ۱۱ ] |
| گیم‌اسپات            | 7.5/10 | 7/10   |
| گیم‌تریلرز           |        | 7.5/10 |
| گیم‌زون              | 6.5/10 | 6/10   |
| آی‌جی‌ان              | 7.5/10 | 6.5/10 |
| جویستیک             |        | [ ۱۹ ] |
| نینتندو لایف        | [ ۲۰ ] | [ ۲۱ ] |
| نینتندو پاور        |        | 7/10   |
| نینتندو ورلد ریپورت | 8.5/10 |        |
| مجله رسمی نینتندو   |        | 83%    |

این بازی در کل با نقد های مثبتی مواجه شد. منتقدین گرافیک و سیستم ساده این بازی را ستودند و این بازی را عنوانی سرگرم کننده که ممکن است خیلی زود تکراری شود، توصیف کردند.